# Agoutiprotein

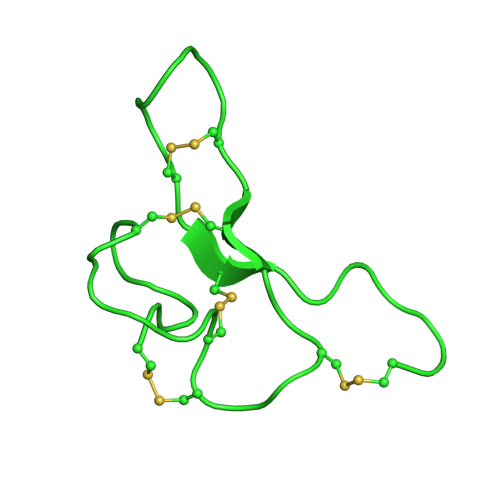
Agoutiprotein

Agoutiprotein (ASP) är ett protein som tillsammans med melanocytstimulerande hormon (MSH) reglerar bildningen av melanin i melanocyter. Proteinet kodas av agoutigenen. ASP och MSH har motsatt verkan på pigmentbildningen.
Agoutiproteinet upptäcktes först hos möss, där dess protein - agoutiproteinet - visade sig signalera att bilda feomelanin (gula och röda pigment) istället för eumelanin (svarta pigment). Möss med överuttryckta agoutiprotein blir följaktligen mera gula än bruna, och är vanligare i höga nivåer hos nyfödda än hos adulta. Samma protein gör samma möss mer benägna för fetma, för att drabbas av cancer, och för att i tidig ålder bli infertila. Det visade sig påverka kalciumomsättningen och ha ett samband med diabetes.
1994 upptäcktes människans agoutigen lokaliserad på 20q11.2, vilken kodar för agoutiproteinet som består av 132 aminosyror. Den finns uttryckt i fettvävnad, testiklar och äggstockar under fertil ålder, hjärtat, levern, njurar, och i ytterhuden. Det har antagits att agoutiproteinet kan förklara fall av högt blodtryck, fetma och diabetes, på grund av att proteinet ökar kalciumnivåerna i cellerna.
Det binder till samma receptor som MSH. Medan MSH ger en preferens för eumelaninet att öka, får ASP feomelaninet att öka. ASP har en tendens att blockera produktionen av cAMP. Det antas kunna verka neuroendokrint genom att det tycks samverka med melanokortinerna.